# Lee Hye-Sun
Lee Hye-Sun es una deportista surcoreana que compitió en esgrima, especialista en la modalidad de florete. Ganó dos medallas en el Campeonato Mundial de Esgrima en los años 2005 y 2011.

## Palmarés internacional
| Campeonato Mundial | Campeonato Mundial | Campeonato Mundial | Campeonato Mundial  |
| Año                | Lugar              | Medalla            | Prueba              |
| ------------------ | ------------------ | ------------------ | ------------------- |
| 2005               | Leipzig (Alemania) | Medalla de oro     | Florete por equipos |
| 2011               | Catania (Italia)   | Medalla de bronce  | Florete por equipos |